# Plaque d'Okhotsk
Pour les articles homonymes, voir Okhotsk (homonymie).
La plaque d'Okhotsk est une plaque tectonique de la lithosphère de la planète Terre. Sa superficie est de 0,074 82 stéradians. Elle est généralement associée à la plaque nord-américaine.
Elle se situe dans l'est de l'Asie. Elle couvre une petite partie de l'est de la Sibérie, la péninsule du Kamtchatka, la plus grande partie de la mer d'Okhotsk, les îles Kouriles, l'île de Sakhaline, l'île d'Hokkaidō, le nord de l'île de Honshū et l'est de la mer du Japon.
La plaque d'Okhotsk est en contact avec les plaques de l'Amour, eurasiatique, nord-américaine, pacifique et des Philippines.
Ses frontières avec les autres plaques sont notamment formées des fosses de subduction du Kamtchatka sur la côte est du Kamtchatka, des Kouriles sur la côte est des Kouriles, et du Japon sur la côte est du Japon.
Le déplacement de la plaque d'Okhotsk se fait à une vitesse de rotation de 0,845° par million d'années selon un pôle eulérien situé à 55° 42′ de latitude nord et 82° 86′ de longitude ouest (référentiel : plaque pacifique).

## Sources
- (en) Peter Bird, An updated digital model of plate boundaries, vol. 4, Geochemistry Geophysics Geosystems, 14 mars 2003 (DOI 10.1029/2001GC000252, Bibcode 2003GGG.....4.1027B, lire en ligne)